# Dienstgruppe

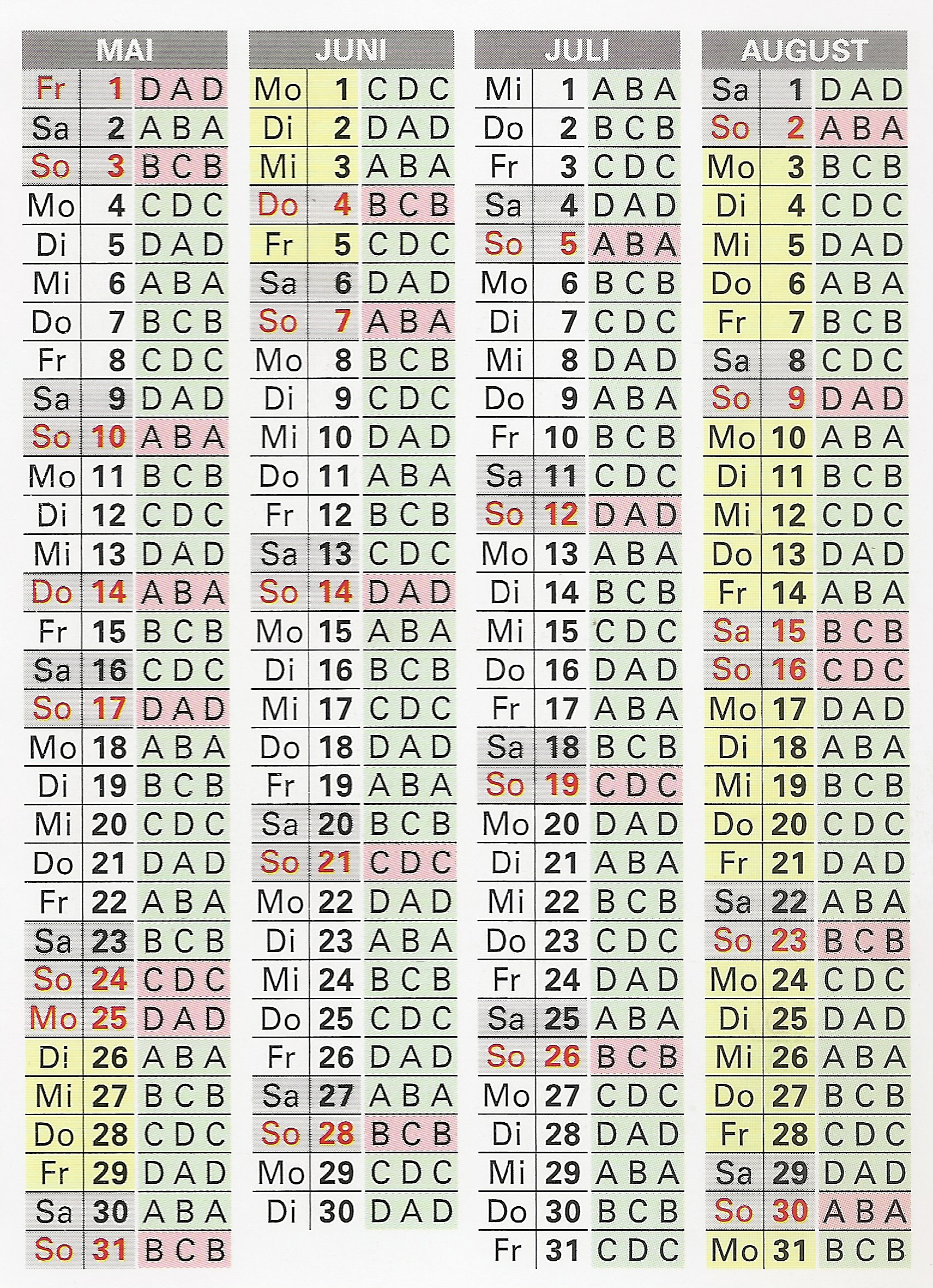
Schichtdienstplan für einen 4-Schicht-Betrieb (2015)

Eine Dienstgruppe (Abkürzung: DG) ist in Deutschland eine Organisationseinheit innerhalb einer Polizeiinspektion neben den Gruppen Verfügungsgruppe, Ermittlungsgruppe, Zivile Einsatzgruppe und KOB-Gruppe.
Aufgabe einer Dienstgruppe ist die Verrichtung des Streifendienstes zu allen Zeiten im Wechselschichtdienst. Dabei werden Einzeldienstlagen abgearbeitet oder Wachdienst geleistet. Die Dienstverrichtung erfolgt in Uniform. Dienstgruppen der Landespolizeien stellen die sogenannten Pflichtstreifen sowie Inspektionsstreifen.
Dienstgruppen sind bei allen deutschen Polizeidienststellen (Landespolizeien und Bundespolizei) üblich. Sie umfasst mindestens drei, bei großen Inspektionen bis ca. 30 Dienstposten und umfasst ein Stammpersonal. Die Schichtstärke variiert, je nachdem wie viele Angehörige dienstfrei (Überstundenausgleich) haben, krank oder abgeordnet sind. Sie wird von einem Dienstgruppenleiter oder vertretungsweise dessen Stellvertreter, dem Wachdienstführer  geführt. Teilweise wird auch ein Wachleiter bestimmt, wenn der Dienstgruppenleiter abwesend ist. In manchen Dienstgruppen arbeitet jeweils ein Funkbeamter, der der jeweiligen Dienstgruppe angehört.

## Schichtdienst
Je nach Schichtdienstmodell gibt es die Turnusse (Schichtfolgen) mit vier Teilschichten (A, B, C, D) oder seltener fünf Teilschichten (A, B, C, D, E). Durch die starren Schichtfolgen steht die Dienstverrichtung bis unendlich fest.

### Beispiel für Schichtwechsel im Turnus A-B-C-D
Folgende Wechselzeiten der Teilschichten sind denkbar:
- Spätschicht: 11:45 bis 19:30 Uhr (ggfs. mit vorgeschaltetem Dienstunterricht)
- Frühschicht: 05:45 bis 11:45 Uhr
- Nachtschicht: 19:15 bis 05:45 Uhr

N.B. Die Wechselzeiten sind je nach Dienststelle (minimal) unterschiedlich.
Dabei wird zwischen Schichtfolge und Teilschicht unterschieden. Die Schichtfolge umfasst die Spät-, die Früh- und die Nachtschicht. Die Teilschichten umfassen nur die einzelnen Zeitabschnitte (eine Spätschicht oder eine Frühschicht oder eine Nachtschicht). 

#### Ablauf
Es bestehen die Schichtfolgen:
–– D (Früh) –– A (Spät) ––
D (Nacht) –– A (Früh) –– B (Spät) ––
A (Nacht) –– B (Früh) –– C (Spät) ––
B (Nacht) –– C (Früh) –– D (Spät) ––
C (Nacht) –– D (Früh) –– A (Spät) –– …
Jeder Wechsel variiert je nach Schichtfolge:
- Wechsel D--A
  - DG A löst DG D nach deren Frühschicht ab. DG A verrichtet die Spätschicht und beginnt ihre Schichtfolge (sowie ihre Teilschicht: die Spätschicht). DG D hat dienstfrei bis zum Beginn der Nachtschicht. Daraus ergibt sich die Schichtfolge D--A--D.
- Wechsel A--D
  - DG D löst DG A nach deren Spätschicht ab und verrichtet die Nachtschicht (sowie ihre Teilschicht: die Nachtschicht). DG A hat frei bis zur Frühschicht. Daraus ergibt sich die Schichtfolge A--D--A.
- Wechsel D--A
  - DG D löst DG A nach deren Nachtschicht ab und verrichtet die Frühschicht. DG D geht ab (dienstfrei für eineinhalb Tage – sogenannte Freischicht). Daraus ergibt sich die Schichtfolge D--A--B.
- Wechsel A--B
  - DG B löst DG A nach deren Frühschicht ab und verrichtet die Spätschicht. DG A hat frei bis zur Nachtschicht. Daraus ergibt sich die Schichtfolge A--B--A.
- usw.

Die Darstellung der Schichtfolgen für einen Kalendertag erfolgt entweder nach Teilschichtbeginn (z. B. D--A--D) oder nach Teilschichten und dem überlappenden nächsten Tag (z. B. D--A--D--A).  
Somit lösen sich nur folgende Dienstgruppen gegenseitig ab:
- DG A und DG D in den Teilschichten D--A--D (A löst nach D nach deren Nachtschicht ab und D löst A nach deren Spätschicht ab) sowie
- DG B und DG C in den Teilschichten B--C--B (C löst B nach deren Nachtschicht ab und B löst C nach deren Spätschicht ab und verrichtet die Nachtschicht).

Die Dienstgruppen B und D sowie C und A lösen sich nie ab. Man nennt diese Schichtfolgen „Geisterschichten“, weil sich die Gruppenangehörigen im regulären Dienstbetrieb nie begegnen.
Pro Woche leistet jede Dienstgruppe planmäßig drei oder vier Tage Dienst. Aufgrund der Arbeitszeiten werden automatisch Überstunden aufgebaut.